# Carlos Eugenio Restrepo
Carlos Eugenio Restrepo (Medellín, 12 de setembro de 1837 – Medellín, 6 de julho de 1937) foi um advogado, escritor, político e professor colombiano. Ocupou o cargo de presidente de seu país entre 7 de agosto de 1910 e 7 de agosto de 1914.